# Радикальный центр

Радикальный центр (оранжевая точка) является центром единственной окружности (также оранжевой), пересекающей три заданные окружности под прямыми углами.

Радикальный центр трёх окружностей — точка пересечения трёх радикальных осей пар окружностей. Если радикальный центр лежит вне всех трёх окружностей, то он является центром единственной окружности (радикальной окружности), которая пересекает три данных окружности ортогонально. Построение этой ортогональной окружности соответствует задаче Монжа. Это специальный случай теоремы о трёх конических сечениях.
Три радикальных оси пересекаются в одной точке, радикальном центре, по следующей причине: радикальная ось пары окружностей определяется как множество точек, имеющих одинаковую степень h относительно обеих окружностей. Например, для любой точки P на радикальной оси окружностей 1 и 2, степени относительно каждой из окружностей равны h1 = h2. Таким же образом для любой точки на радикальной оси окружностей 2 и 3 степени должны быть равны h2 = h3. Таким образом, в точке пересечения двух этих прямых эти три степени должны совпадать: h1 = h2 = h3. Из этого следует, что h1 = h3, и эта точка должна лежать на радикальной оси окружностей 1 и 3. Таким образом, все три радикальные оси проходят через одну точку — радикальный центр.

## Примеры
- Радикальный центр имеет несколько приложений в геометрии. Он играет важную роль при решении задачи Аполлония, опубликованном Жозефом Диасом Жергонном в 1814 году.
- В диаграмме степени[англ.] системы окружностей все вершины диаграммы лежат в радикальных центрах троек окружностей.
- Центр Шпикера треугольника является радикальным центром трех его вневписанных окружностей[1].
- Также существуют другие радикальные центры, такие как радикальный центр окружностей Люка.
- Ортополюс P прямой линии ℓ треугольника является радикальным центром трех окружностей, которые касаются  прямой линии ℓ и имеют центры в вершинах антидополнительного треугольника по отношению к данному треугольнику.[2]

## Ортогональность
- Две окружности, пересекающиеся под прямым углом, называются ортогональными. Окружности можно считать ортогональными, если они образуют прямой угол друг с другом.
- Две пересекающиеся в точках {\displaystyle A} и {\displaystyle B} окружности с центрами {\displaystyle O} и {\displaystyle O'} называются ортогональными, если являются прямыми углы {\displaystyle OAO'} и {\displaystyle OBO}. Именно это условие гарантирует прямой угол между окружностями. В этом случае перпендикулярны радиусы (нормали) двух окружностей, проведенные в точку их пересечения. Следовательно, перпендикулярны и касательные двух окружностей, проведенные в точку их пересечения. Касательная окружности перпендикулярна радиусу (нормали), проведенному в точку касания. Обычно угол между кривыми — это угол между их касательными, проведенными в точке их пересечения.
- Возможно другое дополнительное условие. Пусть две пересекающиеся в точках A и B окружности имеют середины пресекающихся дуг в точках C и D, то есть дуга AС равна дуге СB, дуга AD равна дуге DB. Тогда эти окружности называются ортогональными, если являются прямыми углы СAD и СBD.